# Whitleys Rochen
Whitleys Rochen (Spiniraja whitleyi) ist eine relativ große Rochenart, die an der australischen Süd- und Südostküste (nördlich bis Sydney) und rund um Tasmanien vorkommt. Die Rochenart wurde 1938 durch den britisch-australischen Zoologen Tom Iredale als Raja whitleyi erstbeschrieben und zu Ehren des australischen Fischkundlers Gilbert Percy Whitley benannt. Letzterer führte schon ein Jahr später die monotypische Gattung Spiniraja für die Rochenart ein.

## Merkmale
Whitleys Rochen kann eine Gesamtlänge von 1,70 bis 2 Meter erreichen und hat eine rhombische Kopf-Rumpf-Scheibe, die breiter als lang ist. Der Schwanz ist sehr kurz und stark abgeflacht; die seitlichen Hautfalten sind deutlich ausgebildet. Die zwei Rückenflossen befinden sich nah dem Schwanzende. Der Schwanz ist mit einer oder drei Dornenreihen besetzt, von denen die seitlichen, wenn vorhanden, sich am äußeren Rand befinden. Eine bis fünf Dornenreihen befinden sich im Nacken und auf den Schultern, die Augenregion ist dornenlos. Die Schnauze endet in einer knopfartigen Spitze. Die Rückenseite von Whitleys Rochen ist grau oder graubraun gefärbt und mit unregelmäßig angeordneten kleinen weißen Flecken besetzt. Die Bauchseite ist weißlich oder cremefarben, hin und wieder treten auch grau gefärbte Areale auf.

## Lebensweise
Whitleys Rochen lebt in der Regel küstennah im Flachwasser auf Weichböden. Die größte Tiefe, in der die Art nachgewiesen wurde, beträgt 345 Meter. Die Rochenart ernährt sich von Krebstieren, Kopffüßern und kleinen Fischen. Wie alle Arten der Echten Rochen (Rajidae) ist Whitleys Rochen ovipar (eierlegend) und legt immer zwei rechteckige, ledrige Eikapseln ab, die ca. 20 cm lang sind und an den Ecken hornartige Auswüchse haben. Beim Schlupf sind die Jungrochen etwa 20 cm lang.

## Gefährdung
Die Weltnaturschutzunion stuft die Art Stand 2020 als gefährdet ein. Der Whitleys Rochen ist ein bedeutender Beifang in der Southern and Eastern Scalefish and Shark Fishery (SESSF). Der jährliche Fang wurde für 2000 bis 2006 auf jeweils 176 t geschätzt, wovon 30 % einbehalten wurden für den Verkauf auf regionalen Märkten. Küstennahe Gewässer bieten den Rochen Schutz vor Fischern, jedoch sind sie dort verstärkt Prädatoren wie dem Breitnasen-Siebenkiemerhai (Notorynchus cepedianus) ausgesetzt. Der Populationsrückgang des Whitley Rochens innerhalb der letzten drei Generationen (entspricht 45 Jahren) wird auf 30 bis 49 % geschätzt.